# Jürgen R. Müller
Jürgen R. Müller (* 15. August 1966 in Dernbach) ist ein deutscher Jurist und Autor.

## Leben
Nach einer Ausbildung zum Bankkaufmann studierte Müller Rechtswissenschaften an der Universität Mainz. Im Jahr 2001 erfolgte die Zulassung als Rechtsanwalt. Drei Jahre später wurde er Fachanwalt für Steuerrecht und gründete im gleichen Jahr eine Anwaltskanzlei in Mainz, die sich auf die Bereiche Steuerrecht, Steuerstrafrecht und Wirtschaftsstrafrecht spezialisiert hat. Jürgen R. Müller ist auch Fachanwalt für Strafrecht und zertifizierter Compliance Officer.
Zusammen mit Christian Fischer gründete er 2016 eine Anwaltssozietät, die sich auf die Beratung in den Bereichen Steuerrecht, Steuerstrafrecht und Wirtschaftsstrafrecht spezialisiert hat.
Seit 2004 ist Müller Dozent bei der HERA Fortbildungs GmbH der Hessischen Rechtsanwaltschaft, seit dem Jahr 2019 ist er Dozent an der ESV-Akademie.

## Veröffentlichungen
Neben den Monografien veröffentlichte Jürgen R. Müller Aufsätze in juristischen Fachzeitschriften. Er ist ständiger Autor in der Zeitschrift „Die steuerliche Betriebsprüfung (StBp)“.
- mit Christian Fischer: Tax Compliance: Steuerstrafrechtliche Verantwortung im Unternehmen. Erich-Schmidt-Verlag, Berlin 2018, ISBN 978-3-503-18111-7.
- mit Christian Fischer: Steuerstrafverfahren Haftungsrisiken und Haftungsvermeidung für Steuerberater. Erich-Schmidt-Verlag, Berlin 2020, ISBN 978-3-503-18879-6.
- mit Christian Fischer: Steuerfahndung Beratung und Verteidigung. Erich-Schmidt-Verlag, Berlin, 2020, ISBN 978-3-503-19108-6.
- Die Selbstanzeige im Steuerstrafverfahren: Praxis, Beratung, Gestaltung, 3. Aufl., Erich-Schmidt-Verlag, Berlin 2023, ISBN 978-3-503-23611-4.